# Henri Lamy
Pour les articles homonymes, voir Lamy.
Henri Lamy est un peintre figuratif français. Né en 1985 à Lyon, il a commencé à peindre jeune après avoir développé une fascination pour les expressions faciales et les personnes considérées comme ne convenant pas à la société. Son travail se caractérise par une utilisation intensive de couleurs vives et une composition très créative, ainsi que par une utilisation inventive du couteau à peindre. Il a commencé sa carrière artistique en tant que membre du squat artistique 59 Rivoli, une résidence d'art située à Paris. Son travail a été exposé dans de nombreuses villes du monde telles que Paris, Lyon, Genève, Manille, Tokyo et Hong Kong.

## Style artistique
Le travail d'Henri s'inspire de nombreux peintres importants, notamment avec l'utilisation de la peinture au goutte à goutte par Jackson Pollock. Son style est également inspiré de Yan Pei-Ming et Lucian Freud. C’est grâce au mélange de ces techniques que son travail peut paraître abstrait lorsqu’il est vu de près, et qu’il devient figuratif lorsqu’il est vu de loin.

## Capoeira-Peinture
La capoeira est une forme d'art brésilienne qui allie danse, rythme et mouvement. C'est un dialogue entre deux joueurs ; une conversation par le mouvement.
En 2014, Henri Lamy a pensé conjuguer ses deux passions : la capoeira et la peinture pour créer une nouvelle forme d'expression, à travers le mouvement et les arts plastiques. Avec sa femme Maïa d'Aboville, ils ont réalisé des performances spectacles dans le monde entier.
Henri Lamy a ouvert cette pratique aux enfants en créant des ateliers. Cette nouvelle forme d'art est une façon simple et amusante de partager les énergies créatives et de s'exprimer à travers son corps et ses sens. Henri a donné des ateliers gratuits pour les enfants dans le besoin de diverses ONG des Philippines telles que Stairway Foundation (Puerto Galera), Project Pearl (Tondo), E. Zobel Foundation (Calatagan) et Museo Pambata (Manille) et Museo Sangbata (Negros).

## Taverne Gutenberg
En 2015, Henri Lamy et Maïa d'Aboville créent Taverne Gutenberg dans le centre-ville de Lyon, un pôle créatif qui accueillait des résidences d'art, des galeries, des expositions, des ateliers d'art et un bar. De 2015 à 2018, le lieu a rassemblé plus de 40000 visiteurs, 30 expositions, 400 artistes participants, ainsi que 15 artistes résidents. La mission de Taverne Gutenberg est de promouvoir les artistes émergents et de donner un espace alternatif au public pour venir découvrir l'art et sa création.
En 2018, Taverne Gutenberg a ouvert un nouvel espace appelé Les Halles du Faubourg, également dans le centre-ville de Lyon, cette fois dans une usine abandonnée de 1600 m2, où art, culture et science interagissent. Les Halles du Faubourg est un projet éphémère qui s'est achevé fin 2020, avant la destruction du site.